# Almenno San Salvatore
Almenno San Salvatore (AFI: [alˈmɛnːo sansalvaˈtoːɾe]; Almèn San Salvadùr [alˈmɛn sansalvaˈduɾ], e ’Lmèn San Salvadùr [ˈlmɛn sansalvaˈduɾ] o semplicemente Almèn o ’Lmèn in dialetto bergamasco) è un comune italiano di 5 496 abitanti della provincia di Bergamo in Lombardia. Nel 2023 ha ricevuto il titolo onorifico di Città.

## Storia
Il toponimo "Almenno San Salvatore" deriva da "Lemine", la cui etimologia è incerta. Già in epoca romana, Almenno San Salvatore era già dotato di un ampio comprensorio territoriale strutturato in pagus. Il centro amministrativo si trovava nell'area del Castello in prossimità del ponte di Lemine, noto come Ponte della Regina.
Il territorio almennese, antropizzato fin dalla protostoria, ha visto il passaggio dei Celti, dei Galli Cenomani, dei Romani, che oltre al ponte sul Brembo lasciarono diverse testimonianze archeologiche, per diventare, dopo la conquista longobarda, una corte regia.
Dopo la caduta del regno longobardo, il territorio della curtis fece parte della contea di Lecco fino alla fine dell'XI secolo, quando passò come beneficium all'episcopato di Bergamo nel cui possesso rimase fino al 3 marzo 1220, anno in cui i dritti feudali passarono al nascente comune.

### Guelfi e ghibellini
Le lotte tra guelfi e ghibellini interessarono la comunità almennese e il 26 gennaio 1393 si arrivò alla divisione del comune. La ghibellina Lemine Inferiore dei Visconti e la guelfa Lemine Superiore di Venezia. Tradizionalmente alleate, le due erano spesso in violento e cruento contrasto tra loro.
Dopo il passaggio di Bergamo sotto il dominio veneziano nel 1441 la parte ghibellina subì la rivalsa di quella guelfa. La battaglia terminò il 13 agosto 1443 con la distruzione della Lemine Inferiore per ordine del podestà di Bergamo, Gritti.
Di Lemine Inferiore restarono soltanto la Pieve, la chiesa di San Giorgio e alcune edicole religiose.

### Le due Almenno
Lemine Superiore, sopravvissuta alle lotte tra guelfi e ghibellini, si trovò ad avere una comunità molto ampia che portò alla nascita di un'altra parrocchia oltre il torrente Tornago, quella di San Bartolomeo.
Tra le due comunità, coagulate attorno alle due parrocchie, si manifestarono presto interessi differenti e divergenti che resero inevitabile l'ultima scissione di Almenno.
Il 30 marzo 1601 fu rogato l'atto notarile che statuiva la suddivisione di Almenno nei due comuni di Almenno San Bartolomeo, costituito dai territori di Albenza, Longa e Pussano, e Almenno San Salvatore, costituito dalle contrade di Porta, Borgo e Sotto.

### Simboli
Lo stemma è stato riconosciuto con decreto del capo del governo del 15 marzo 1934.
Il gonfalone, concesso con DPR del 12 gennaio 1967, è un drappo di azzurro.

## Monumenti e luoghi d'interesse

### Architetture religiose

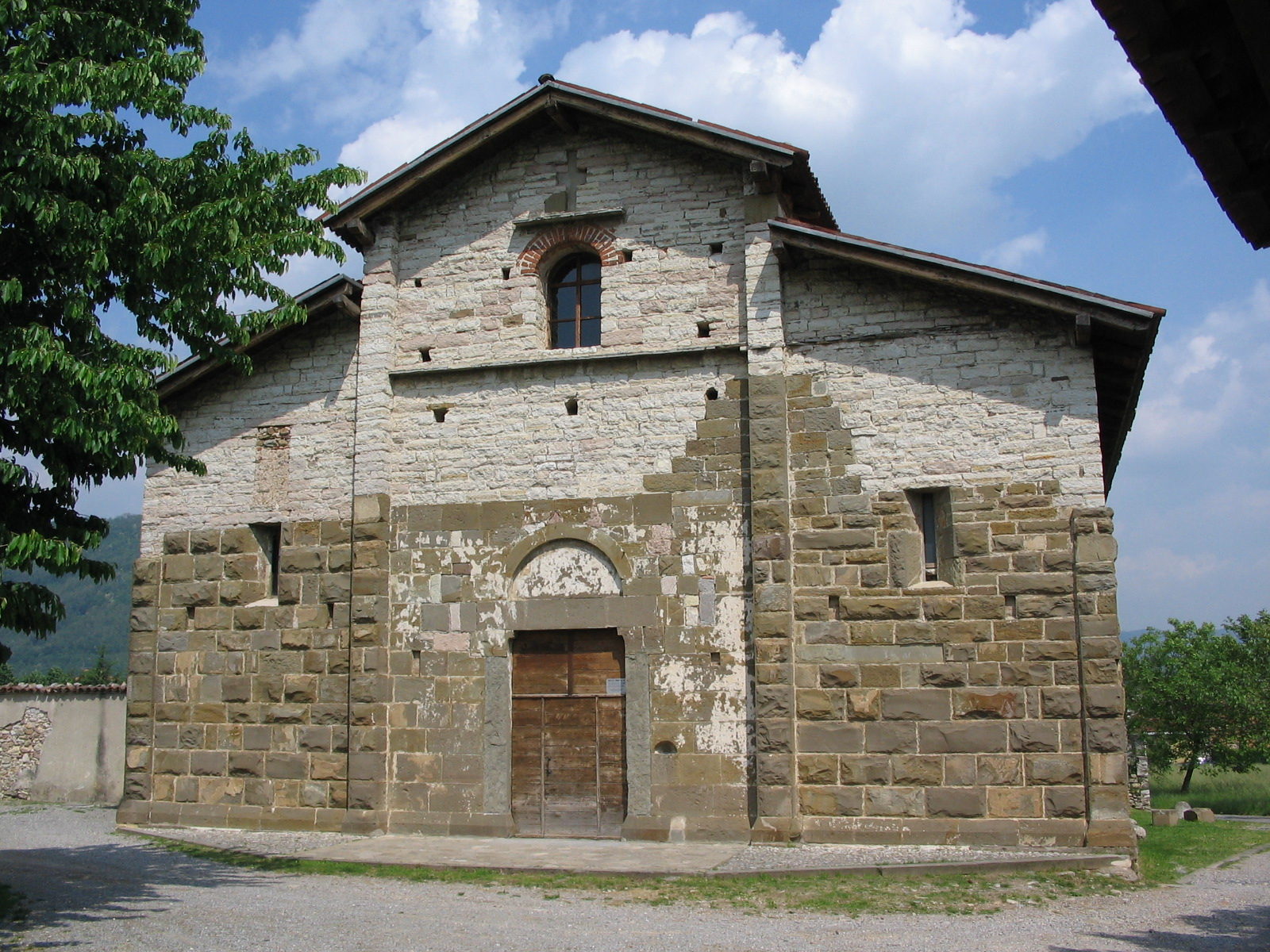
La romanica chiesa di San Giorgio in Lemine XII secolo.

Nel territorio di Almenno San Salvatore sono presenti diversi edifici di rilevante valenza storico-aritistica.
Particolarmente importante è il complesso della Pieve e dell'annesso santuario della Madonna del Castello con affreschi risalenti al X secolo, la prima, e pitture di Andrea Previtali e di Gian Paolo Cavagna, il secondo.
La chiesa di San Giorgio costituisce un raro gioiello architettonico romanico i cui affreschi superstiti, di grande bellezza, sono una eccezionale testimonianza della pittura romanica bergamasca.
Il convento degli Agostiniani e la chiesa di Santa Maria della Consolazione, parti di un unico complesso religioso appartengono al periodo rinascimentale.
La chiesa presenta alcuni affreschi del XVI secolo tra i quali spiccano la Trinità di Andrea Previtali, l'Annunciazione cinquecentesca di autore ignoto e lo Sposalizio mistico di Santa Caterina di Antonio Boselli.
Altri monumenti di rilievo sono la parrocchiale di San Salvatore Nuovo. Sorta nel 1455 circa, è stata pesantemente ristrutturata nella prima metà del Settecento.

## Società

### Evoluzione demografica
Abitanti censiti

## Amministrazione
| Periodo        | Periodo        | Primo cittadino    | Partito                  | Carica  | Note   |
| -------------- | -------------- | ------------------ | ------------------------ | ------- | ------ |
| 14 giugno 2004 | 7 giugno 2009  | Ivano Locatelli    | Lega Nord                | Sindaco | [ 10 ] |
| 8 giugno 2009  | 25 maggio 2014 | Carlo Natali       | Lega Nord                | Sindaco | [ 10 ] |
| 26 maggio 2014 | 26 maggio 2019 | Gianluigi Brioschi | lista civica             | Sindaco | [ 10 ] |
| 27 maggio 2019 | 9 giugno 2024  | Michele Sarchielli | Lega Nord                | Sindaco | [ 10 ] |
| 9 giugno 2024  | in carica      | Michele Sarchielli | lista civica Per Almenno | Sindaco | [ 10 ] |

### Gemellaggi
- Sóller
- Valldemossa

## Sport
La cittadina è stata per anni sede della PCA Atalanta Femminile, società di calcio femminile che ha militato numerose stagioni in Serie A, massimo livello del campionato italiano di categoria. La squadra, nata nell'ambito della Polisportiva Almennese, dopo un primo periodo dove i colori sociali erano il rosso e il giallo dalla stagione 2003-2004, pur non essendone direttamente associate, indossava la tenuta dell'Atalanta maschile e giocava gli incontri casalinghi allo stadio comunale Fratelli Pedretti.